# IIIe millénaire
Le IIIe millénaire du calendrier grégorien a commencé le 1er janvier 2001 et se terminera le 31 décembre 3000.

Il s'étend entre les jours juliens 2 451 910,5 à 2 817 152,5 inclus,.

## Autres calendriers
La civilisation de l'Égypte antique a connu un IIIe millénaire avant l'ère chrétienne. Le IIIe millénaire de la civilisation chinoise commença alors que la ville de Rome était juste fondée, et s'étendit jusqu'au début de l'ère chrétienne.

## Événements marquants

### Monde
- Extension de la révolution numérique au grand public, ayant des impacts sur de nombreux aspects de la façon de travailler et de la vie quotidienne.
  - Fondation de l'encyclopédie libre et collaborative Wikipédia en 2001.
- Le réchauffement climatique devient un enjeu de préoccupation majeure, tandis que ses effets deviennent de plus en sensibles à travers la survenance de phénomènes climatiques extrêmes.
- 2008 : Crise économique mondiale.
- Fin 2019 : Début de la pandémie de Covid-19, qui entraîne en 2020 et 2021, un confinement sanitaire et des restrictions dans de nombreux pays.

### Afrique
- 2011 : Crise alimentaire de 2011 dans la Corne de l'Afrique.
- 2014 : Début de l'épidémie de maladie à virus Ebola en Afrique de l'Ouest.
- 2006 : Installations des entreprises chinoises en Afrique.

### Amérique
- 2001 : Attentats du 11 septembre 2001 aux États-Unis.
- 2009-2010 : pandémie de Grippe Porcine (H1N1) originaire du Mexique.
- 2010 : Séisme en Haïti, causant plus de 230 000 morts.

### Asie et Pacifique
- 2001-2021 : continuation de la guerre d'Afghanistan.
- 2004 : Début de l'insurrection islamiste au Pakistan.
- 2004 : Séisme et tsunami dans l'océan Indien, causant plus de 220 000 victimes.

### Proche-Orient
- Poursuite du conflit israélo-palestinien (commencé en 1948).
- 2003-2011 : Seconde guerre du Golfe.
- 2011 : Printemps arabe.
  - 2011 : Début de la Guerre civile syrienne.

### Europe
- 2014 : Début de la Guerre russo-ukrainienne.
- En France :
  - 2001 : ouverture de Notre-Dame de Pentecôte, première église ouverte au IIIe millénaire en France[3] ;
  - 2005 : adoption de la charte de l'environnement, à valeur constitutionnelle.

## Religion

### XXIesiècle
- Saint patron catholique

Jean-Paul II a considéré saint Joseph comme étant le modèle du témoin du Royaume de Dieu, en l’appelant « minister salutis » dans son exhortation apostolique Redemptoris Custos : « le serviteur du salut »,. Pour cette raison, il l'a voulu le patron du troisième millénaire occidental, et le patron de la nouvelle évangélisation,.
- 2015 : en juin, publication de l’encyclique du pape François, Laudato si’, sur l’écologie et la sauvegarde de la « maison commune », dont l’impact s’avère considérable, avec un autre événement la même année : la proclamation en septembre, des Objectifs de développement durable (ODD) qui guideront la communauté internationale jusqu’en 2030. Ces deux événements marqueront durablement l’histoire du développement international[8].

## Inventions, découvertes, introductions

### Informatique
- En 2007, Apple lance l'iPhone, le premier téléphone intelligent tactile, débutant la révolution du smartphone, véritables ordinateurs de poches qui servent d'assistant personnel pour de nombreuses tâches de la vie quotidienne.
- démocratisation de l’IA en 2022 avec notamment l’arrivé de l’IA générative ChatGPT

### Médecine
- Le séquençage complet du génome humain est achevé dans les années 2000.

## Projection
XXIIIe siècle : Vers l'an 2200, on atteindrait la civilisation de type I d’après l'échelle de Kardachev.